# Philippe Müller

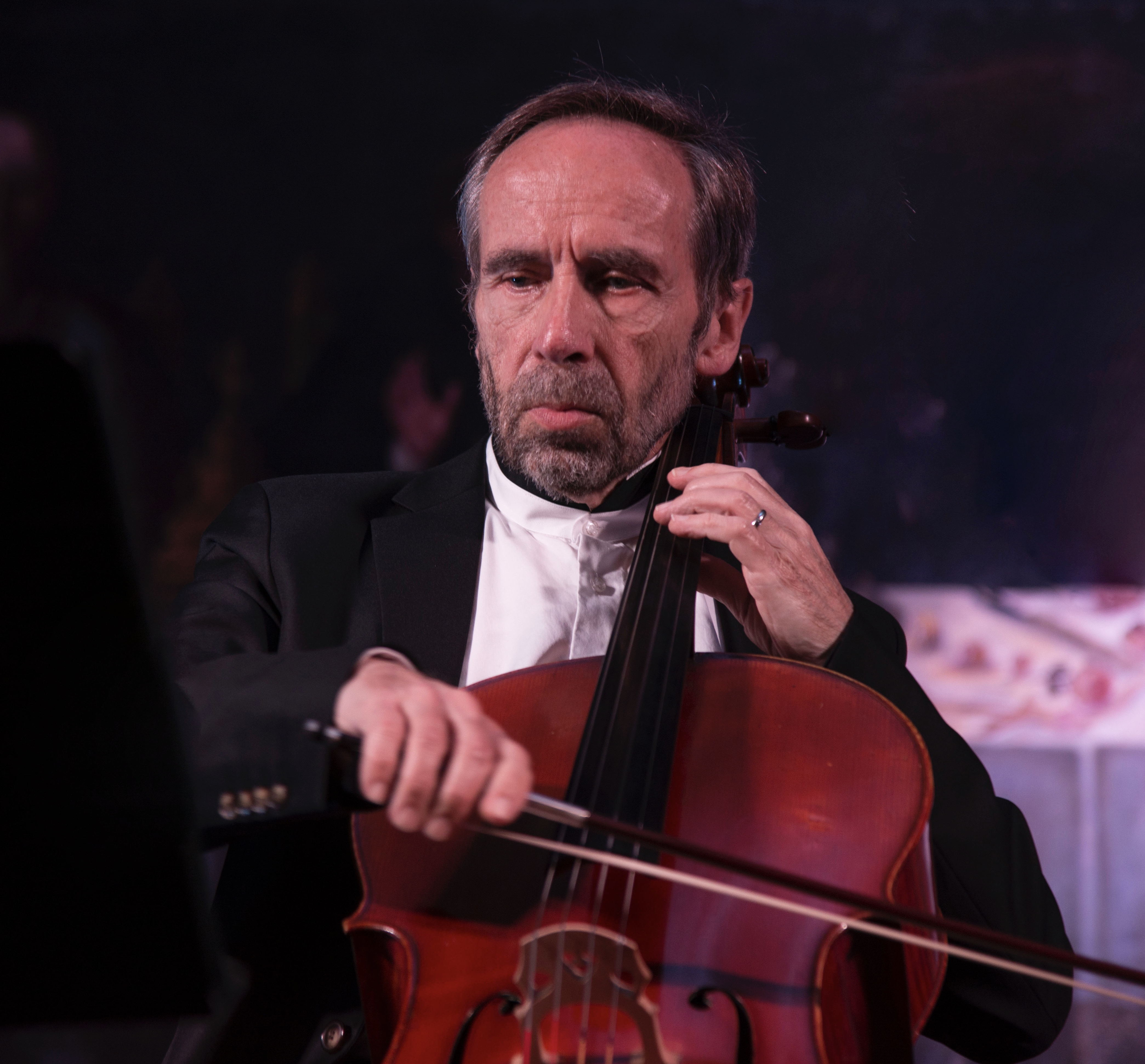
Philippe Müller

Philippe Müller (Alsacia, Francia, 1946) es un violonchelista francés.
Fue educado dentro de la tradición musical de las escuelas francesa y alemana características de Alsacia. Es conocido principalmente por su currículum como solista y es solicitado para formar parte de grupos de música de cámara con un repertorio que abarca desde el barroco hasta la música contemporánea. Ha actuado en muchas capitales europeas, americanas y asiáticas y ha dado recitales en ciudades como Pekín, Tokio o París.
En 1970 formó un trío con Jean Jacques Kantorow y Jacques Rouvier. En 1979 fue nombrado Profesor de Violonchelo en el Conservatorio de París, sucediendo en este cargo a su profesor André Navarra. Es invitado a dar lecciones magistrales por todo el mundo. 
Su discografía incluye grabaciones con diversos grupos para los sellos más importantes, y su repertorio incluye a compositores como Antonio Vivaldi, Johann Sebastian Bach y Ludwig Van Beethoven, Gabriel Fauré, Maurice Ravel, Bohuslav Martinů y Malec.